# Armhuiszitten Convent

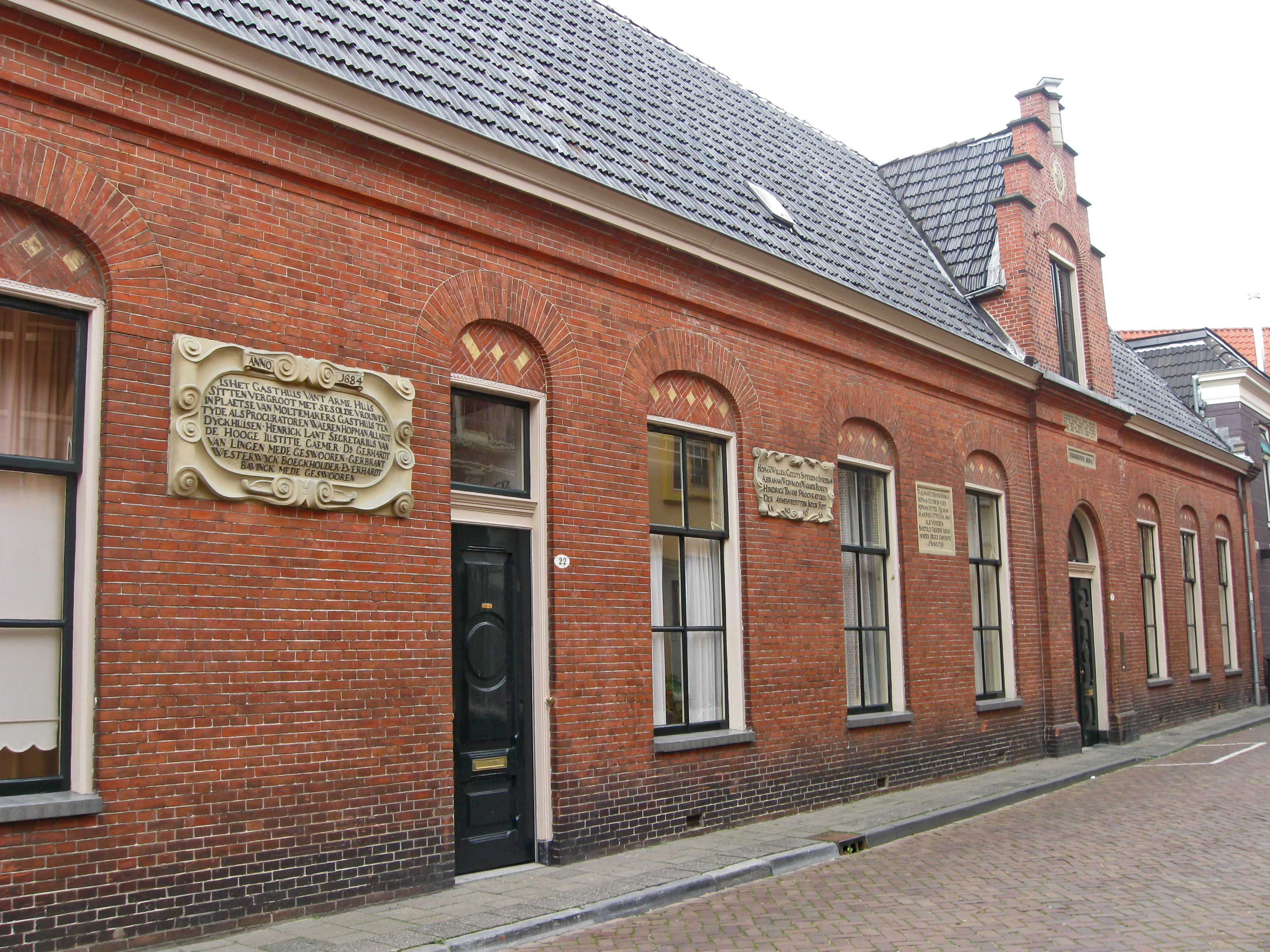
Voorgevel van links

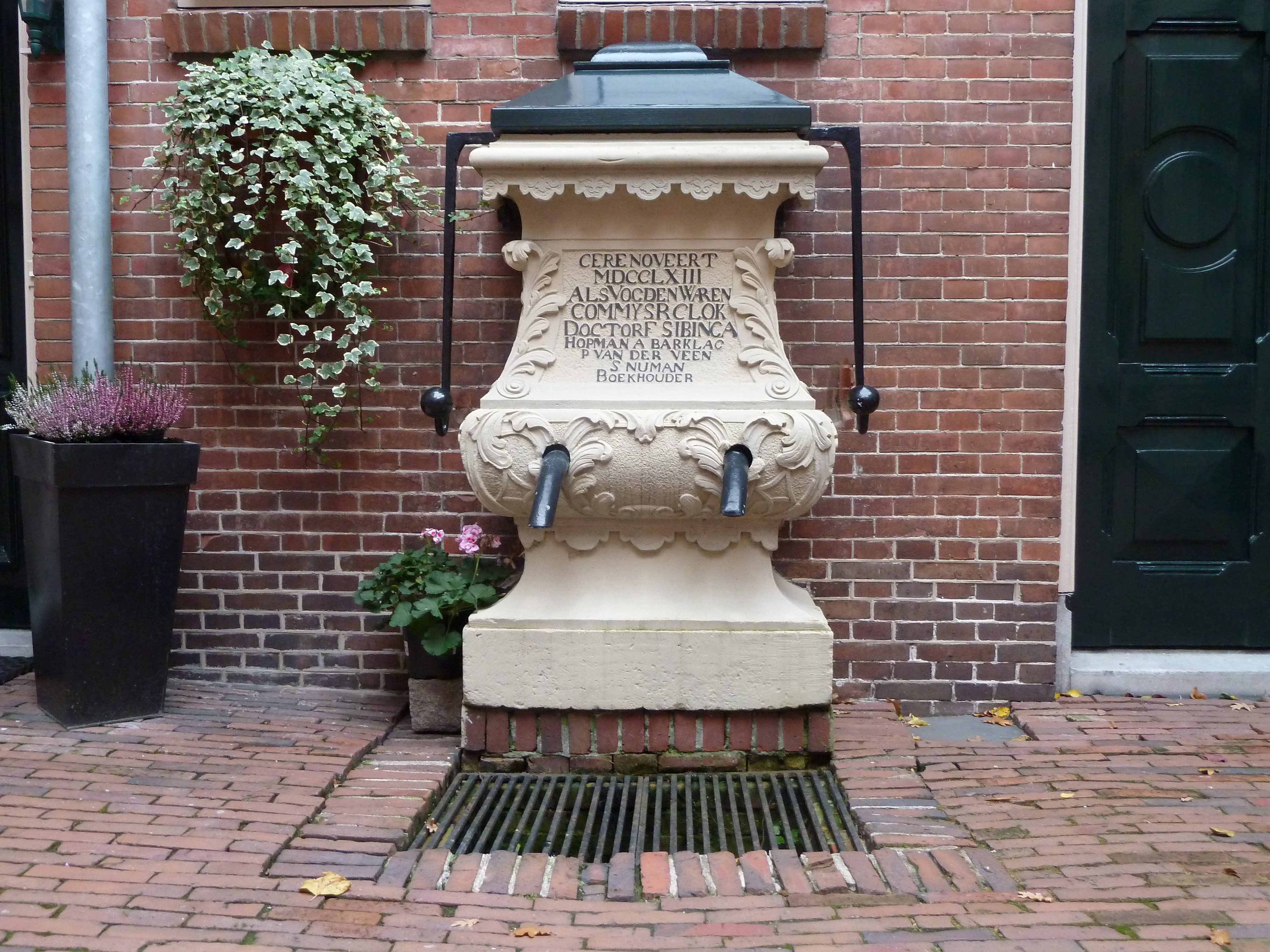
Pomp uit 1729

Het Armhuiszitten Convent, Lamme Huiningegasthuis of Lammuuntje is een gasthuis in de stad Groningen. Het gasthuis, gesticht in 1621, staat aan de A-Kerkstraat. Het is bekend om de vele gevelstenen in de voorgevel en de waarschijnlijk 18e-eeuwse pomp. Het restaurant aan rechterzijde van het gebouw behoorde vroeger ook tot het gasthuis, hetgeen te zien is aan de gevelsteen met de initialen 'A.H.S.'. Pomp en gasthuis zijn rijksmonument.
Huiszittende armen waren armen die wel een woning hadden, maar niet in hun levensonderhoud konden voorzien. Hun schamele woningen waren vaak tegen de stadsmuur aan gebouwd. Het convent omvatte niet alleen het gasthuis maar ook een organisatie die meerdere gasthuizen in beheer had en die brood en boter uitdeelde onder de armen bij de Martinikerk.

## Geschiedenis
De geschiedenis van het Armhuiszitten Convent begint in 1437. In dat jaar gaf het stadsbestuur opdracht aan de Broederschap van de Armehuiszitten om voedseluitdelingen te regelen voor stadjers die in armoede leefden. De uitdelingen gebeurden onder meer vanuit het Boter en Broodhuisje bij de Martinikerk, waarvoor een eigen munt werd uitgegeven; de A.H.Z. Uitdelingen hier gebeurden tot de 19e eeuw in natura (brood en boter) en vervolgens in geld (uiteindelijk 328 gulden per jaar).
De Broederschap ontving in 1475 een legaat uit de nalatenschap van Harmen Hopper en Lamme Huinge, ook gespeld als Lamme Huininge. Dit echtpaar bewoonde een huis op de hoek van het A-Kerkhof en de A-Kerkstraat. Dit legaat maakte de bouw van het gasthuis mogelijk, vanwege het legaat wordt het ook het Lamme Huingegasthuis genoemd. De oudst aanwezige balken uit het gasthuis dateren uit deze periode. In 1621 werd het gebouw op de huidige locatie gekocht. In de achtergevel van het restaurant naast het gasthuis (niet zichtbaar vanaf de weg) zit tussen 2 ramen een gevelsteen met de tekst 'OCH GODT LAET DY BEVOELEN SIN DIT HUVS VND DIE DAR WOENEN IN Ao 1621'.
Het gasthuis kreeg in de loop der eeuwen heel wat uitbreidingen als gevolg van schenkingen en testamenten, waardoor het eigenaar werd van andere huizen, die in de loop der tijd samengevoegd met het convent werden. In 1596 werd het Riddersgasthuis (Haddingestraat 22/22a; bevat een herdenkingssteen uit 1879) opgenomen in het Armhuiszitten Convent, in 1661 het Enensgasthuis (Kreupelstraat), in 1674 het in 1342 opgerichte Armen Convent (Moltemakers Gasthuis/Rungelehuis; Oude Kijk in 't Jatstraat; westzijde Rechte Jat) en in 1690 het in 1621 opgerichte Geesien Egberts Gasthuis (Hoekstraat). Het gasthuis werd dan ook vele malen verbouwd. De gevelstenen vermelden of lijken te wijzen op verbouwingen in 1634, 1655, 1684 (voor opneming Armen Convent), 1716 en 1884. In het laatste jaar kreeg de voorgevel haar huidige uitstraling.
Eind 18e eeuw woonden er 26 'oude burgerlieden'. In een stuk uit 1809 is sprake van 19 'gespijzigden' en werden elders in de stad nog 40 mensen geholpen. Pas in 1979 werden de eerste statuten opgesteld door het genootschap dat tegenwoordig alleen nog het pand aan de A-Kerkstraat beheert.

## Pomp en tuin
In de binnenplaats van het gasthuis staat een oude zandstenen pomp uit 1729, die getuige het opschrift erboven in 1763 werd vernieuwd. Een zwengel diende voor het ophalen van regenwater en een voor het ophalen van grondwater. Erachter ligt de kleine binnentuin met bloemperken, terrassen, voorzieningen voor de bewoners en een aantal oude bouwfragmenten.

## Externe links

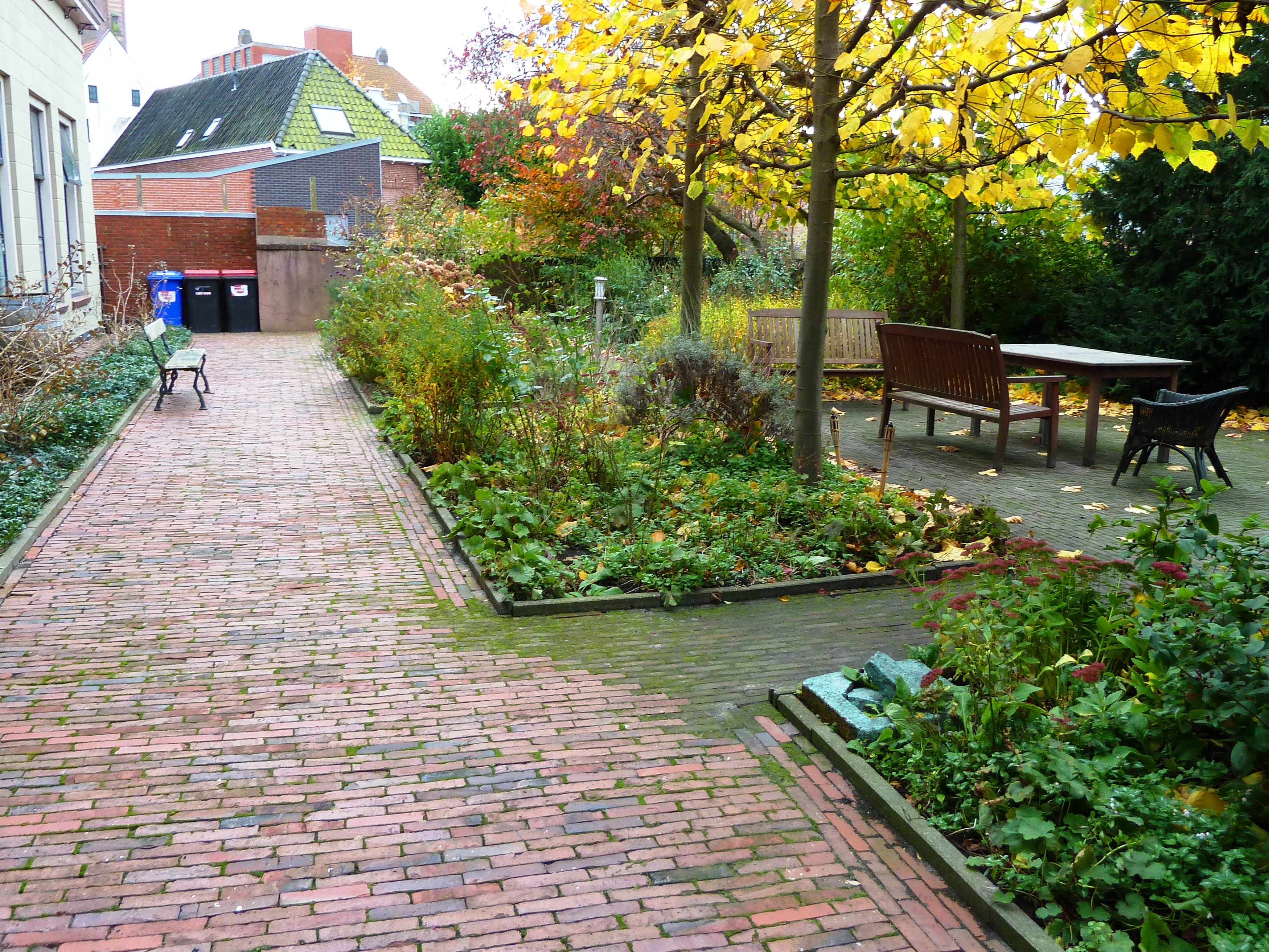
Gezicht op de tuin
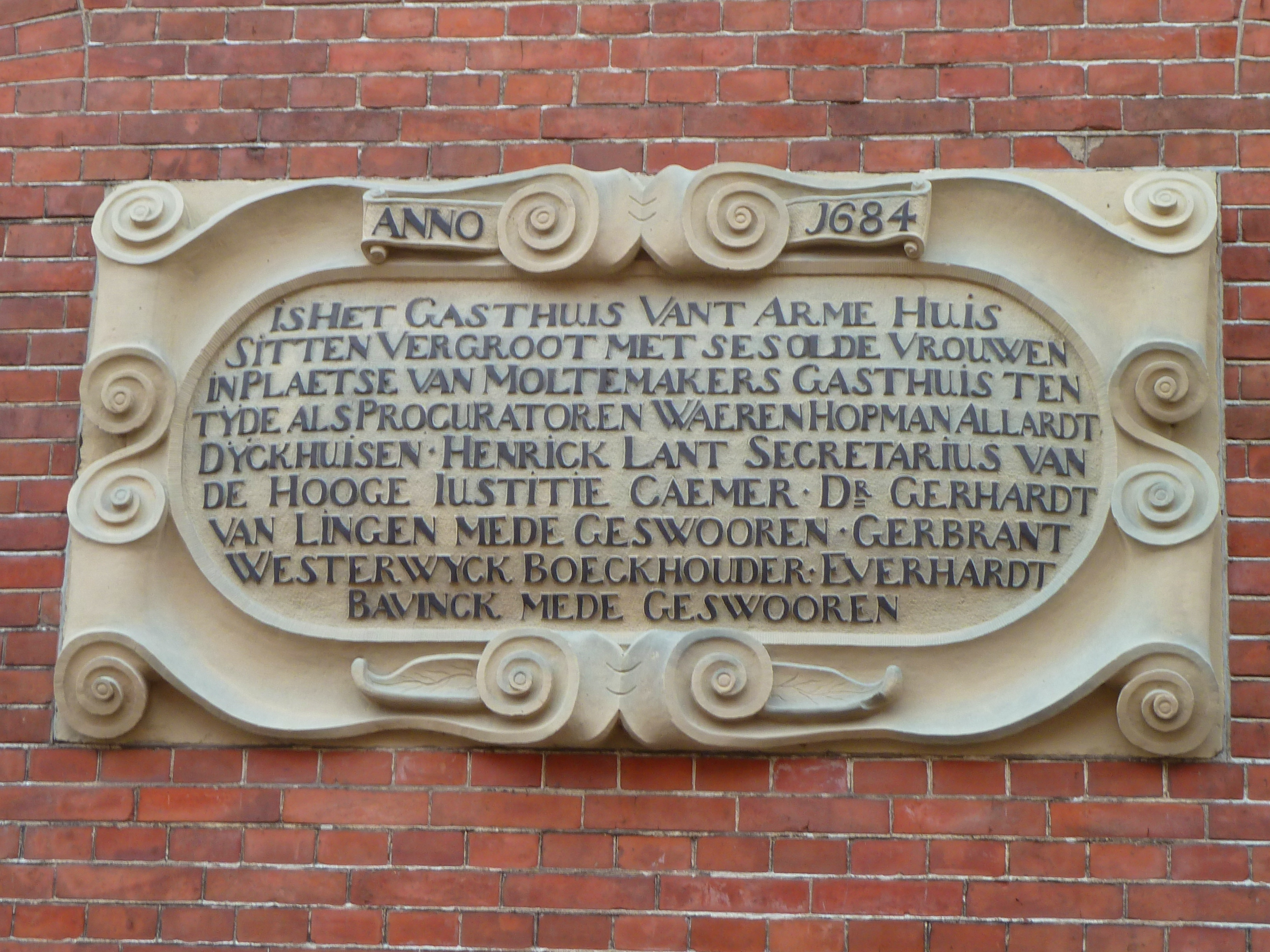
Gevelsteen met verbouwing uit 1684 (voor overigen zie commons)
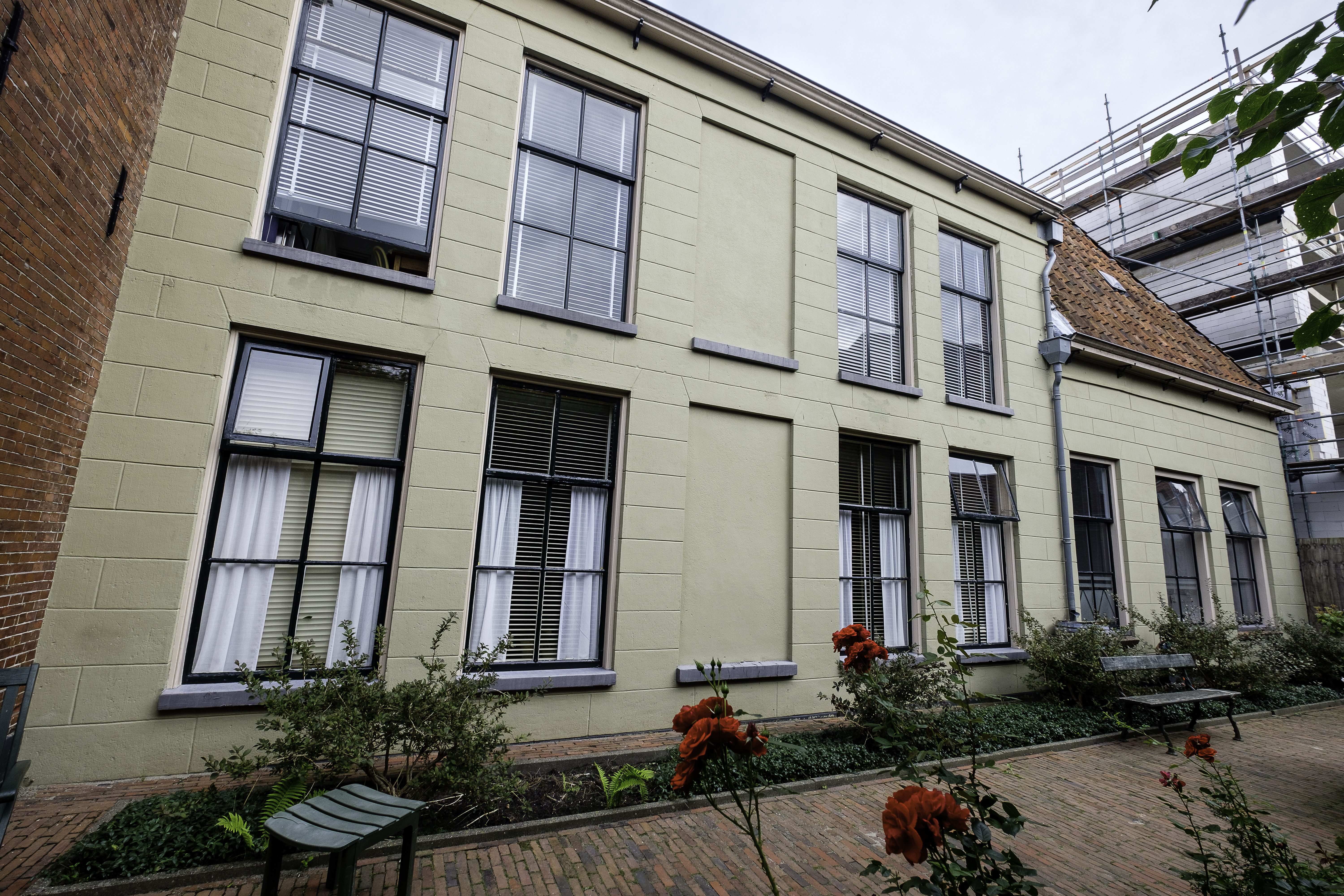
Achterzijde gebouw